# Audun-le-Roman
Audun-le-Roman je francouzská obec v departementu Meurthe-et-Moselle v regionu Grand Est. V roce 2010 zde žilo 2 467 obyvatel.

## Vývoj počtu obyvatel
Počet obyvatel